# Egy kapcsolat szabályai
Az Egy kapcsolat szabályai (eredeti cím: Rules of Engagement) 2007-ben bemutatott amerikai televíziós sorozat. A műsor alkotója Tom Hertz, a történet pedig egy jegyespár, egy házaspár és egy agglegény barátságába enged bepillantást. A főbb szereplők közt megtalálható Patrick Warburton, Megyn Price, Oliver Hudson, Bianca Kajlich és David Spade.
A sorozatot az Amerikai Egyesült Államokban a CBS adta le 2007. február 5. és 2013. május 20. között. Magyarországon a Viasat 3 mutatta be 2010. május 12-én.

## Cselekmény
A sorozat az ismerkedés és a házasság bonyodalmait járja körbe két különböző életszakaszban lévő pár és szingli barátjuk szemszögéből. Jeff és Audrey több mint tíz éve házasok, Adam és Jennifer még csak jegyben járnak, Russell pedig Adam nárcisztikus, agglegény főnöke.

## Szereplők
| Szereplő        | Színész           | Magyar hang     |
| --------------- | ----------------- | --------------- |
| Russel Dunbar   | David Spade       | Pálmai Szabolcs |
| Audrey Bingham  | Megyn Price       | Mezei Kitty     |
| Jeff Bingham    | Patrick Warburton | Sótonyi Gábor   |
| Jennifer Morgan | Bianca Kajlich    | Roatis Andrea   |
| Adam Rhodes     | Oliver Hudson     | Stern Dániel    |
| Timmy Patel     | Adhir Kalyan      | Bartucz Attila  |
| Candy           | Audra Blaser      |                 |
| Sarah           | Smith Cho         |                 |
| Karen           | Lauren Stamile    |                 |
| Margaret        | Gloria LeRoy      | Kassai Ilona    |
| Henry           | Don Perry         | Kajtár Róbert   |

## Epizódok
| Évad | Évad | Részek száma | Részek száma | Eredeti sugárzás     | Eredeti sugárzás  | Eredeti adó | Magyar sugárzás     | Magyar sugárzás     | Magyar adó |
| Évad | Évad | Részek száma | Részek száma | Évadbemutató         | Évadzáró          | Eredeti adó | Évadbemutató        | Évadzáró            | Magyar adó |
| ---- | ---- | ------------ | ------------ | -------------------- | ----------------- | ----------- | ------------------- | ------------------- | ---------- |
|      | 1.   | 7            | 7            | 2007. február 5.     | 2007. március 19. | CBS         | 2010. május 12.     | 2010. május 18.     | Viasat 3   |
|      | 2.   | 15           | 15           | 2007. szeptember 24. | 2008. május 19.   | CBS         | 2010. május 19.     | 2010. június 2.     | Viasat 3   |
|      | 3.   | 13           | 13           | 2009. március 2.     | 2009. május 18.   | CBS         | 2010. június 3.     | 2010. június 15.    | Viasat 3   |
|      | 4.   | 13           | 13           | 2010. március 1.     | 2010. május 24.   | CBS         | 2010. június 16.    | 2010. július 2.     | Viasat 3   |
|      | 5.   | 24           | 24           | 2010. szeptember 20. | 2011. május 19.   | CBS         | n. a.               | n. a.               | Viasat 3   |
|      | 6.   | 15           | 15           | 2011. október 20.    | 2012. május 17.   | CBS         | 2012. augusztus 10. | 2012. augusztus 31. | Viasat 3   |
|      | 7.   | 13           | 13           | 2013. február 4.     | 2013. május 20.   | CBS         | 2013. július 16.    | n. a.               | Viasat 3   |